# COM-Datei
Eine COM-Datei ist eine ausführbare Datei in CP/M, MS-DOS und zu MS-DOS kompatiblen Betriebssystemen. Der Name leitet sich aus der Dateinamenserweiterung „.COM“ ab, die für das englische Wort command („Befehl“) steht.
Viele Shell-Werkzeuge wie die MS-DOS-Version von more nutzen dieses Format wie auch kleine, frühe Anwendungen wie das Spiel Alley Cat von IBM.

## Binärformat
Das COM-Format ist vielleicht das einfachste Format ausführbarer Dateien überhaupt; es enthält keine Metadaten – nur Code und Daten – und wird an Offset 0x0100 eines Segmentes geladen und ausgeführt. Durch die Art, nach der das Segmentierungsmodell arbeitet, ist keine Relokation vonnöten.
Die Einfachheit hat jedoch ihren Preis: Die Dateien sind auf Größen von maximal 65.280 (0xFF00) Bytes beschränkt und speichern Code und Daten in einem einzigen Segment. Dies stellte auf 8-Bit-Architekturen kein Problem dar, ist jedoch der Hauptgrund, warum das Format nach der Einführung von 16-Bit-Architekturen und später 32-Bit- und 64-Bit-Architekturen mit ihren weitaus größeren segmentierten Speichern bald aus der Mode kam und heute ungebräuchlich ist.

### CP/M-80
Auf den für CP/M-80 typischen Intel-8080-CPU-Architekturen können nur 65.536 Bytes Speicher adressiert werden (Adressbereich 0x0000 bis 0xFFFF). CP/M reserviert die erste Seite dieses Speichers (0x0000 bis 0x00FF) für das System, und ein Anwendungsprogramm muss exakt an Adresse 0x0100 geladen werden, um ausgeführt zu werden. COM-Dateien eignen sich perfekt für dieses Modell. Es ist nicht möglich, mehr als ein Programm oder einen Befehl gleichzeitig auszuführen; nur das an 0x0100 geladene Programm wird ausgeführt.
Ist das erste Byte einer CP/M-COM-Datei 0xC9, so zeigt dies für CP/M 3 das Vorhandensein eines 256-Byte-Headers an. Da 0xC9 der 8080-Befehl für return ist, wird die COM-Datei sofort beendet, wenn sie auf einer früheren Version von CP/M ausgeführt wird, die diese Erweiterung nicht unterstützt.

### MS-DOS
Auf einer für MS-DOS nötigen Intel-8086-Architektur sind 1.024 KiB Arbeitsspeicher direkt adressierbar; durch jede Segmentadresse (0x0000 bis 0xFFFF) kann auf einen jeweils 64 KiB großen Ausschnitt des Speichers zugegriffen werden (siehe Speichersegmentierung des 8086-Prozessors). Die COM-Dateien werden in ein beliebiges, freies Segment ab Offset 0x0100 geladen. Das Betriebssystem nutzt die 256 Byte am Anfang des Segments für das Program Segment Prefix (PSP). Mehrere Programme können gleichzeitig geladen werden; da DOS jedoch ein Singletasking-System ist, werden die Programme verschachtelt ausgeführt, wobei das jeweils höhere Programm erst nach dem Beenden des tieferen Programmes fortgesetzt wird. Nur spezielle TSR-Programme wechseln sich sozusagen mit dem zuletzt gestarteten Programm ab.
Die Dateinamenserweiterung „.COM“ wird unter MS-DOS teilweise auch für, eigentlich falsch benannte, MZ-Dateien verwendet. Beispiele für solche Dateien sind die Programme COMMAND.COM und EDIT.COM einiger DOS-Versionen. MZ-Dateien haben für gewöhnlich die Erweiterung „.EXE“ (engl. executable, ausführbar); DOS ignoriert aber den genutzten Dateinamen und unterscheidet die beiden Formate durch die Magische Zahl der MZ-Dateien.
Für COM-Dateien war bei Compilern und Assemblern das Tiny Speichermodell vorgesehen.

### Austausch beider Formate
Die Gemeinsamkeiten von COM-Dateien unter CP/M-80 und MS-DOS sind mit der gleichen Ladeadresse 100h und der Lage der Kommandozeile bei Programmaufruf (80h…FFh) erschöpft. Es weist weder der Maschinencode Ähnlichkeiten auf noch die Schnittstelle zum Betriebssystem oder die Ausgabe von Zeichen auf dem Bildschirm. Diskettenformate waren weiterhin inkompatibel, meist schon auf Hardware-Ebene. Fat-COM-Dateien wurden nicht unterstützt und waren zur damaligen Zeit auch kein Thema.

## Plattform-Unterstützung
CP/M-80-Programme können unter MS-DOS nicht nativ ausgeführt werden. Unter Windows bis Windows 9x wird das darunter liegende DOS-System verwendet. 32-Bit-Windows-NT-Systeme können DOS-Programme nicht nativ, sondern nur mit Hilfe der Virtual DOS Machine ausgeführt werden, den 64-Bit-Windows-Versionen fehlt diese Schicht, weswegen auf alternative Emulatoren wie DOSBox zurückgegriffen werden muss. OS/2 nutzte auch eine Emulationsschicht.

## Vorrang bei der Ausführung
Finden sich in einem Ordner sowohl eine COM- als auch eine EXE-Datei gleichen Namens, so zieht COMMAND.COM aus MS-DOS (oder kompatiblen) die COM-Datei vor. Ist die Ausführung der EXE-Datei gewünscht, so kann das ab MS-DOS Version 4.00 durch die Angabe des gesamten Dateinamens mit der Erweiterung explizit erzwungen werden (Beispiel: Liegt im aktuellen Verzeichnis sowohl eine FOO.COM als auch eine FOO.EXE, so startet der Befehl FOO die COM-Datei und nur FOO.EXE die EXE-Datei).
Computerviren werden manchmal verbreitet, indem dieses Verhalten ausgenutzt wird. Der Virus wird dabei in vom Virus selbst angelegten Wirtsdateien mit Namen wie z. B. MEM.COM platziert. Es wird dann darauf spekuliert, dass – im selben Ordner wie eine korrespondierende EXE-Datei platziert – der Benutzer durch den kürzeren Befehl MEM, ohne Erweiterung, anstatt des Originals MEM.EXE (in MS-DOS enthaltenes Programm zur Speicheranzeige) den Virus ausführt. Viren die sich so verhalten, nennt man Companionviren.

## Missbrauch
Programmierer von Computerviren nutzen auch aus, dass .com heute mit der gleichnamigen Top-Level-Domain assoziiert wird, indem sie ihre Programme www.(…).com nennen. Wird eine solche Datei als E-Mail versandt, wird dem unbedarften Windowsnutzer eine Domain nach dem Muster www.example.com angezeigt, der dann entgegen seinen Erwartungen nicht (oder nicht nur) die Seite www.example.com öffnet, sondern die Datei www.example mit der Endung .com ausführt.